# فرشید هکی
فرشید هَکی (زاده ۱۳۵۳ اراک – درگذشته ۲۵ مهر ۱۳۹۷ تهران) حقوق‌دان، مدرس دانشگاه، اقتصاددان، پژوهشگر، فعال حقوق بشر و فعال محیط زیست ایرانی بود. علاوه بر آن فرشید هکی یک فعال مدنی طرفدار حقوق کودکان کار بود. هکی که خود در رشته‌های اقتصاد و حقوق تحصیل کرده بود؛ ضمن فعالیت سیاسی یک وکیل مدافع و بنیان‌گذار تشکل سیاسی غیررسمی تحت عنوان پیشتازان عدالت و حقوق ایرانیان بود و در آن تشکل به تبلیغ حقوق بشر می‌پرداخت. او خود را یک کنشگر سیاسی عدالتخواه می‌نامید. او از نامزدهای انتخابات دوره پنجم شورای شهر تهران و مشاور علمی مجله بررسی‌های اقتصادی بود. هکی عضو کمپین محیط زیستی حمایت از زاگرس مهربان (صدای پای آب) و نویسنده کتاب‌هایی در زمینه حقوق بشر بود. جنازه وی در نزدیکی منزل شخصی‌اش در منطقه باغ فیض تهران، درون ماشین آتش گرفته‌اش پیدا شد. مرگ او بازتاب گسترده رسانه‌ای را دربرداشت. برخی از رسانه‌های وابسته به نظام جمهوری اسلامی مرگ وی را خودکشی اعلام کردند. اما نزدیکان و همکارانش از قتل او و سوزاندن جسدش توسط قاتلان پرده‌ برداشتند. محمد مقیمی وکیل وقت خانواده هکی مرگ او را «قتلی مشکوک» خواند.

## زندگی
فرشید هکی سال ۱۳۵۳ در شهر اراک زاده شد. مادرش که معلم مقطع راهنمایی بود در سال ۱۳۶۵ درگذشت. مرگ مادرش ضربه روحی بزرگی به روحیه فرشید زده بود. در سال ۱۳۷۱ دیپلم ریاضی و فیزیک را از دبیرستان امام علی اراک گرفت. هکی بعد از دبیرستان، دوران سربازی را گذراند و برای گذارندن مقطع کارشناسی در رشته اقتصاد وارد دانشگاه مازندران شد. آن‌جا دبیر انجمن اسلامی آن دانشگاه بود و در فعالیت‌های دانشجویی حضور فعال داشت. او با ماریا تقی‌زاده طبرسی ازدواج کرده و آنها یک فرزند دختر با نام «دل‌آرا» دارند که در زمان مرگ هکی پانزده سال داشت.

### تحصیلات و پیشینه کاری
او تحصیلات خود را در مقطع کارشناس ارشد با اخذ مدرک کارشناس ارشد برنامه‌ریزی و تحلیل سیستم‌های اقتصادی و کارشناسی ارشد حقوق بشر با رتبه اول دانشکده حقوق و علوم سیاسی دانشگاه علامه طباطبایی تهران به اتمام رساند. او دارای تجربیات مدیریتی در پروژه‌های اقتصادی، صنعتی و مهندسی در حوزه‌های نفت، گاز، صنایع سنگین، مهندسی مشاوره و شهرسازی بوده و بنیانگذار حزب حق طلبان ایران اسلامی (حزب حقوقی اقتصادی اجتماعی ایران) است. او همچنین بارها در پروژه‌های صنعتی عسلویه مشاور بود.
فرشید هکی پژوهش خودش را در زمینه «تأثیر هزینه‌های دولتی بر سرمایه‌گذاری بخش خصوصی (مطالعه موردی ایران)» را به عنوان پایان‌نامه کارشناسی ارشد خود در رشتۀ برنامه‌ریزی و تحلیل سیستم‌های اقتصادی در سال ۱۳۸۴ ارائه کرد و در سال ۱۳۸۵ کتاب پژوهشی نظریه اقتصاد سیاسی حقوق بشر وی توسط نشر لوح فکر منتشر شد. پژوهش دیگرش تحت عنوان «ارزیابی حقوق اقتصادی اجتماعی بشر در ایران با تأکید بر برنامه‌های توسعه» نیز پایان‌نامه کارشناسی ارشد حقوق بشر او در سال ۱۳۸۷ بود.

### فعالیت سیاسی
هکی بنیانگذار حزبی سیاسی تحت عنوان حزب حق طلبان ایران اسلامی (حزب حقوقی اقتصادی اجتماعی ایران) بود. او در انتخابات دوره پنجم شورای شهر تهران به عنوان نامزد یک ائتلاف سیاسی تحت عنوان پیشتازان عدالت شرکت کرد. اگرچه در آن توفیقی نیافت. او پیش از مرگش قصد تأسیس یک حزب با همین نام را داشت که با مخالفت مراجع رسمی حکومت ایران روبرو شد. او حتی برای جلب رضایت مقامات حکومتی و اخذ مجوز حزبش، از مصاحبه با رسانه‌های فارسی‌زبان خارج از ایران پرهیز می‌کرد. سرانجام با وجود انتشار دادنامه‌های متعدد موفق به اخذ مجوز رسمی برای حزب نشد. اما او از پای ننشست. نوشت، سخنرانی کرد و صحنه فعالیت سیاسی را خالی نکرد. او موسسه‌ای برای دفاع از حقوق کودکان کار بنیان گذاشت که مؤسسه «پیشتازان توسعه» نام داشت. هکی کانالی تلگرامی رسمی تحت عنوان پیشتازان عدالت و حقوق ایرانیان مدیریت می‌کرد که در آن به دفاع از حقوق بشر و تبلیغ آن می‌پرداخت. او در این کانال صراحتاً از اعلامیه جهانی حقوق بشر و مواردی همچون حقوق همجنسگرایان حمایت کرده‌بود که منجر به برانگیخته شدن احساسات اسلامگرایان و اصولگرایان علیه او شد.
برخی منابع ایرانی فرشید هکی را به خط فکری محمود احمدی‌نژاد نزدیک می‌دانستند؛ ولی برخی از نزدیکانش این ادعا را رد کرده‌اند و او را اقتصاددانی چپ‌گرا دانستند که معتقد به حذف دیگر گروه‌های مخالف سیاسی نیست. یکی از دوستان نزدیک او در مصاحبه‌ای با رسانه رادیو زمانه هکی را یک چپ‌گرای دموکرات توصیف کرده بود که به تکثرگرایی سیاسی اعتقاد داشت. او افزود که هکی باور داشت که باید طوری زندگی کرد که انگار همه مانند «فیلمی» در حال تماشای زندگی انسان هستند.
در یکی از واپسین سخنرانی‌های فرشید هکی که ضبط ویدئویی آن منتشر شده‌است، وی در یک جمع فرهنگی تحت عنوان سرای قلم با لحنی بسیار صریح و تند از وضعیت کشور انتقاد کرده و در گوشه‌ای از آن نطق گفته‌است: «ایران به آستانهٔ فروپاشی اجتماعی رسیده و شاید هم گذشته باشد. زیر پوست شهر خبرهای بسیار بدی هست. هرکس می‌گوید نه، برود دروازه‌غار را ببیند که چگونه نوزاد داخل جنین مادر را پیش‌فروش می‌کنند از یک میلیون و دویست‌هزار تا یک میلیون و پانصد هزار تومان…» هکی در این سخنرانی ضمن انتقاد از وضع اقتصادی و اجتماعی وقت ایران، رسماً خواهان عدالت اجتماعی، مبارزه با فساد مالی، شفاف‌سازی و آموزش فراگیر حقوق شهروندی شده‌است.

### فعالیت مدنی
هکی یک فعال مدنی طرفدار حقوق بشر بود. بنیانگذار و عضو پویش «زمستان گرم» بود که هدفش حمایت از بی‌خانمانان و گورخواب‌ها بود. او عضو کمپین محیط‌زیستی «زاگرس مهربان» بود و در دفاع از حقوق زنان و کودکان فعال بود.

### آثار
هکی مدرس دانشگاه و یک پژوهشگر بود. او آثاری در زمینه‌هایی همچون سیاست، اقتصاد و حقوق‌بشر منتشر کرد. او کتابی تحت عنوان حقوق اقتصادی-اجتماعی بشر در ایران نوشت که در سال ۱۳۸۸ خورشیدی توسط انتشارات موسسه مطالعات و پژوهش‌های حقوقی به چاپ رسید. او در این کتابش بارها به «حق تشکل و آزادی‌های سندیکایی» «نقد سیاست‌های تعدیل اقتصادی» «حقوق کار و تأمین اجتماعی» «حداقل مزد شرافتمندانه» «منع تبعیض» «امنیت شغلی» و دیگر حقوق انسانی از این دست اشاره می‌کند. آثار چاپ‌شدۀ او عبارت‌اند از:
- چکیدۀ آرمان شهروندی اجتماعی ملت ایران، تهران: لوح فکر‏‫، ۱۳۹۲.‬
- حقوق اقتصادی-اجتماعی بشر در ایران، تهران: موسسۀ مطالعات و پژوهش‌های حقوقی شهر‌دانش‏‫، ۱۳۸۸.‬
- گفتمان حقوق بشر برای همه (به انضمام اعلامیه‌ی جهانی حقوق بشر)، تهران: مؤسسۀ مطالعات و پژوهش‌های حقوقی شهر دانش‏‫، ۱۳۸۹.‬
- ن‍ظریۀ اق‍ت‍ص‍اد س‍ی‍اس‍ی‌ ح‍ق‍وق‌ ب‍ش‍ر، ت‍ه‍ران‌: ل‍وح‌ ف‍ک‍ر‏‫، ۱۳۸۵.‬
- حقوق کار: تحلیل اقتصادی و رویکرد حقوق بشری، تهران: مؤسسۀ مطالعات و پژوهش‌های حقوقی شهر دانش‏‫، ۱۳۹۵.‬‬
- حقوق کار، نوشتۀ حسن خسروی و فرشید هکی، تهیه و تولید دفتر تدوین و تولید کتب و محتوای آموزشی‏‫، تهران: دانشگاه پیام نور‏‫، ۱۳۹۷.‬
- حقوق اساسی (میکروطبقه‌بندی) کارشناسی ارشد، دکتری، مرکز وکلا و مشاوران قوۀ قضاییه، کانون وکلای دادگستری، تهران: مدرسان شریف‏‫، ۱۳۹۰.‬

## مرگ
خبر قتل فرشید هکی، پژوهشگر، اقتصاددان، فعال سیاسی و مدنی در روز یکشنبه ۲۹ مهر همگانی شد. این خبر را عبدالرضا داوری رسانه‌ای کرد. مجله بررسی‌های اقتصادی یک نشریهٔ اقتصادی است که هکی مشاور علمی آن معرفی شده‌بود. داوری در نامه‌ای به دادستان تهران و وزیر کشور، خواستار پیگیری قتل هکی شده‌بود. وی در صفحه توئیتر رسمی‌اش در اینباره نوشت:

«دکتر فرشید هکی چهارشنبه ۲۵ مهر مفقود شد و خانواده‌اش روز شنبه، ضمن اطلاع یافتن از وضعیت جنازه او از هر نوع مصاحبه منع شدند با این عنوان که قاتلان فرار نکنند.» عبدالرضا داوری روز سه‌شنبه اول آبان نیز نامه‌ای به وزیر اطلاعات نوشت و خواستار روشنگری دربارهٔ دلایل و عوامل ماجرا شد. بلافاصله پس از انتشار خبر قتل هکی، حسین رحیمی، رئیس پلیس وقت تهران از قول پزشکی قانونی، ادعا می‌کند که طبق پزشکی قانونی، فرشید هکی خودسوزی کرده و به قتل نرسیده‌است. رحیمی با تکذیب خبر به قتل رسیدن فرشید هکی با ضربات چاقو، انتشار خبرهایی از این دست در شبکه‌های اجتماعی را شایعه و قابل پیگرد خوانده‌بود.
هکی روز چهارشنبه ۲۵ مهر از خانه‌اش خارج شد. اما عصر همان روز ساکنان خیابان ۲۲ بهمن در غرب تهران با شنیدن صدای انفجار یک خودرو و سپس آتش گرفتن‌اش، موضوع را به پلیس خبر دادند. بلافاصله پس از اطلاع مردم، امدادگران آتش‌نشانی و اورژانس در محل حضور یافتند. سپس با بررسی مأموران مشخص شد جسد مردی میانسال روی صندلی عقب خودرو قرار دارد. جسد سوخته و متلاشی شده بود. پس از شناسایی هویت مقتول موضوع به خانواده‌اش اعلام شد و آنها در تحقیقات بیان کردند وی صبح روز حادثه از خانه خارج شده اما دیگر خبری از وی نداشتند. اتومبیل شخصی او یک پژو پرشیا سیاه رنگ بود. برخی منابع غیررسمی گزارش دادند که یک پژو پرشیای سفید خودروی هکی را آتش زد و یک چاقوی سوخته نیز در اتومبیل هکی پیدا شد. رئیس پلیس تهران، اما این ادعاها دروغ خواند. علاوه بر این، عبدالرضا داوری در تاریخ ۳۰ مهر مدعی شد که قاتلان هکی، قبل از سوزاندن جسد اقدام به مُثله کردن پیکرش کرده و پیکر هکی به چند قسمت تکه‌تکه شده بود.
سایت خبری نیروی انتظامی جمهوری اسلامی می‌نویسد: «بنابر اظهارات اعضای خانواده متوفی، وی بارها از وضعیت موجود در زندگی و مشکلات مالی و خانوادگی اعلام نارضایتی کرده و بارها از تصمیم خود مبنی بر پایان دادن به زندگی‌اش خبر داده بود.» محمد مقیمی، وکیل خانوادگی هکی چنین شائبه‌ای را رد می‌کند و به دویچه وله می‌گوید: «من دوست صمیمی او بودم. روحیه‌ای عالی داشت و می‌خواست حزب پیشتازان عدالت و حقوق ایرانیان را تأسیس کند. پلیس ابتدا گفت که او با چاقو کشته شده و سپس در ماشین گذاشته شده‌است. پزشکی قانونی هم گفته که تحقیقات هنوز تکمیل نشده‌است. در ثانی پزشک قانونی فقط می‌تواند علت و زمان مرگ را اعلام کند نه آن که نیت‌خوانی کند. اعلام این که انگیزه خودکشی بوده به یک پروسه طولانی و پیچیده قضایی نیاز دارد.» محمد مقیمی اظهار کرد که فرشید هکی کنشگری مستقل بود و به جریان خاص سیاسی وابستگی نداشت. او شائبه ارتباط ایشان با جریان سیاسی محمود احمدی‌نژاد و اطرافیان‌اش را رد کرد.
در تاریخ ۲۳ اکتبر ۲۰۱۸، چند روز پس از مرگ هکی، درحالی که پزشکی قانونی اعلام کرده‌بود هنوز هیچ نظری راجع‌به قتل فرشید هکی نداده‌است، رئیس پلیس تهران اصرار داشت که قتل وی خودسوزی بوده و چاقوخوردگی ثابت نشده‌است. رسانه‌های رسمی کشور، جزئیات متناقضی از خودروی آتش گرفته در باغ فیض منتشر کرده‌اند. پزشکی قانونی ایران این ادعای پلیس تهران، مبنی بر اثبات خودسوزی فرشید هکی را تکذیب کرد.
خبرگزاری میزان، پایگاه اطلاع‌رسانی قوه قضاییه، دوشنبه ۳۰ مهر ۱۳۹۷ نوشت که پزشکی قانونی هیچ اظهارنظری دربارهٔ جسد سوخته فرشید هکی در داخل خودروی آتش گرفته‌اش نکرده‌است، اما رحیمی رئیس پلیس تهران، از قول پزشکی قانونی اصرار می‌کند که پزشکی قانونی امکان هر نوع جنایت را منتفی دانسته‌است و مسئله را «خودکشی» خوانده‌است. پزشکی قانونی این ادعاها را تکذیب کرده‌است. اما هنوز معلوم نیست که نخست کدام منبع – پلیس تهران یا پزشکی قانونی - هویت جسد سوخته را «فرشید هکی» اعلام کرده‌است.
در این میان، برخی رسانه‌ها نوشته‌اند که قتل فرشید هکی ناشی از یک موضوع شخصی و اختلاف بر سر پرونده‌ای بوده که او وکالتش را بر عهده داشت. محمد مقیمی گفت که صحت این ادعاها در حال بررسی است.

### خاکسپاری
سرانجام، پس از گذشت نزدیک به ده روز از مرگ هکی، علی‌رغم اینکه پزشکی قانونی هنوز علت دقیق مرگ وی را اعلام نکرده‌بود، فرشید هکی در تاریخ ۴ آبان ۱۳۹۷ در ارامگاه بهشت زهرا تهران به‌خاک سپرده شد. پیکر او به طرز ناگواری متلاشی شده بود، از این‌رو خاکسپاری او تنها متکی به تأیید دی ان ای (DNA) او بود. مراسم و تشریفات خاکسپاری‌اش بر سر آرامگاهش در بهشت زهرا با حضور عده زیادی از مردم و شخصیت‌های سیاسی و اقتصادی و با حضور چشمگیر نیروه‌های امنیتی برگزار شد.

### بازتاب

#### رسانه‌ها
- خبرگزاری تسنیم، وابسته به سپاه پاسداران، چند روز پس از حادثه، طی یک گزارش تحلیلی در خبری مدعی شد که پزشکی قانونی، علت مرگ فرشید هکی را «خودسوزی» اعلام کرده‌است. اما سازمان پزشکی قانونی این خبر را تکذیب و اعلام کرد که هیچ اظهارنظری در مورد این پرونده نداشته‌است. پزشکی قانونی اعلام کرد که هر نوع نتیجه و تشخیص علت فوت، به قاضی این پرونده اعلام می‌شود.[۲۳][۲۴] این رسانه در گزارشی دیگر مدعی شد پیام توئیتری داوری باعث شد که بسیاری از شبکه‌هایی که تسنیم آنها را «ضدانقلاب» خواند، هجمه‌هایی را علیه جمهوری اسلامی آغاز کنند.[۲۵]
- خبرگزاری پلیس، وابسته به نیروی انتظامی جمهوری اسلامی ایران (ناجا)، در گزارشی نوشت، پیام توئیتری عبدالرضا داوری باعث شد بسیاری از شبکه‌هایی که این رسانه «ضدانقلاب» خواند، هجمه‌هایی را علیه جمهوری اسلامی آغاز کنند.[۱۰]
- رسانه‌های وابسته به سپاه پاسداران و نیروهای امنیتی جمهوری اسلامی، تلاش کردند تا مرگ فرشید هکی را «خودسوزی» عنوان کنند. این رسانه‌ها مدعی شدند که پزشکی قانونی هرگونه جنایتی را در مورد چگونگی مرگ هکی رد کرده‌است. آنها ادعا کردند که خانواده او نیز تأیید کرد که هکی قصد داشت به زندگی خود پایان دهد. پزشکی قانونی این ادعاها را رد کرده و گفته‌است که هنوز تحقیقاتش به پایان نرسیده‌است.[۱۸]
- خبرگزاری میزان، وابسته به قوه قضائیه، در ۳ آبان ۱۳۹۷، در صفحه توئیتر رسمی‌اش از قول «همسر فرشید هکی» گفت که او از دوستان و آشنایانش خواست که مصاحبه انجام ندهند و از «جوسازی» بپرهیزند.[۱۴]

#### شبکه‌های اجتماعی
در تاریخ ۱ آبان ۱۳۹۷، قتل فرشید هکی به صدر اخبار مورد توجه کاربران شبکه‌های اجتماعی در ایران تبدیل شد. برخی از کاربران شبکه‌های اجتماعی، مرگ فرشید هکی را با قتل جمال خاشقجی روزنامه‌نگار سعودی مقایسه کردند. برخی دیگر از کاربران، شیوه به قتل رسیدن او را مشابه قتل‌های زنجیره‌ای توصیف کردند. طیفی دیگر از کاربران در شبکه‌های اجتماعی، مرگ فرشید هکی را با بازداشت فعالان محیط زیست مقایسه کرده‌اند.

#### شخصیت‌ها
- مهدی خزعلی، در تاریخ ۱ آبان ۱۳۹۷، در صفحه توئیتر رسمی‌اش نسیت به مرگ هکی واکنش نشان داده و مرگ او را قتلی محتمل دانست که قاتلان ابتدا او را با «ضربات چاقو» کشته و سپس جسدش را سوزاندند. او ادعا کرد که رسانه‌های حکومتی به خانواده هکی «دستور» دادند تا سکوت کنند. او «تئوری خودسوزی» را نامحتمل دانست و گفت «جناح حاکم» و دستگاه امنیتی جمهوری اسلامی مانند سپاه پاسداران، «عجولانه» اصرار بر اشاعه تئوری خودسوزی هکی دارند.[۱۴]
- عبدالرضا داوری که خود خبر مرگ هکی را رسانه‌ای کرده بود، در تاریخ ۲ آبان ۱۳۹۷، در توئیتر رسمی‌اش دو پرسش را مطرح می‌کند. نخست دلیل منتشر نشدن «اخبار دقیقی» از «مراجع قانونی و ذی‌صلاح» دربارهٔ مرگ هکی را پس از گذشت یک هفته خواستار می‌شود. سپس علت «انتشار اخبار پلیس» که «پس از گذشت ساعاتی» توسط پزشکی قانونی تکذیب شدند را جویا می‌شود.[۱۴]
- دادستان وقت تهران، جعفری دولت‌آبادی، در تاریخ ۲ آبان ۱۳۹۷، از «دستگیری دو مظنون» در ارتباط با این پرونده خبر داد و گفت: «منتظر نتیجه سم‌شناسی پزشکی قانونی هستیم». علاوه بر آن جعفری دولت‌آبادی، ادعا کرد که هکی «هیچگاه فعال محیط زیست نبوده» و در «حرفه وکالت» هم اشتغال نداشته‌است.[۱۴]
- علی اکبر جوانفکر، مشاور دوران ریاست جمهوری محمود احمدی‌نژاد، نظر اعلام شده از سوی پزشکی قانونی مبنی بر «خودسوزی» فرشید هکی را «بسیار عجیب و غیرطبیعی» عنوان کرد.[۲۹]